# 그단스크 국립해양박물관
그단스크 국립해양박물관(폴란드어: Narodowe Muzeum Morskie w Gdańsku)은 폴란드 포모제주 그단스크에 소재한 국립 해양 박물관이다. 1962년 1월 1일에 설립되었다. 선박 운송, 국제 무역, 어업, 바다, 강 및 해안에서 일하는 사람들의 문화와 관련된 유물과 문서를 수집, 연구, 보존하고 폴란드의 해양 역사와 시대를 통한 경제에 대한 지식을 보급하는 데 전념하고 있다.